# Єдині правила безпеки при підривних роботах
Єди́ні пра́вила безпе́ки при підривни́х робо́тах — (ЄПБ) — міжгалузевий нормативний документ, що встановлює норми, правила, способи і методи безпечного ведення підривних робіт на об'єктах гірничої промисловості. Наразі втратив чинність. На заміну затверджено "Правила безпеки під час поводження з вибуховими матеріалами промислового призначення".
ЄПБ обов'язкові для виконання посадовими особами підприємств, організацій та закладів (незалежно від форми власності), які пов'язані з виготовленням, перевезенням, зберіганням, використанням та обліком вибухових речовин (ВР), а також працівниками організацій-фундаторів таких підприємств (асоціацій, корпорацій і т.п.), працівниками проектних і науково-дослідних організацій.
ЄПБ включають основні положення щодо загального порядку використання ВР, їх класифікації за ступенем небезпеки при поводженні з ними і умовах використання, маркування, порядку одержання дозволу на використання і зберігання, випробування, місць зберігання, щодо ведення підривних робіт, вимог персоналу для проведення підривних робіт, правил перевезення ВР і доставки до місць роботи, зберігання на місцях роботи, безпечних відстанях при проведенні підривних робіт і зберігання ВР, щодо порядку приймання, відпускання та обліку ВР, поводження з ними (правила сушіння, подрібнення, розморожування і т.п.), знищення ВР, способів підривання, виготовлення бойовиків, підпалювальних і контрольних трубок. В ЄПБ викладені загальні правила проведення підривних робіт: вимоги до технічної документації і персоналу для їх проведення, врахування особливих гірничотехнічних умов проведення підривних робіт, правил охорони небезпечних зон і попередження входу людей в ці зони, заряджання шпурів і конструкції зарядів, особливості масових вибухів, правила ліквідації зарядів, що не вибухнули (відмов). Наведені додаткові вимоги щодо ведення підривних робіт в підземних виробках: вибоях шахтних стволів, тунелів і метрополітенів, у вугільних шахтах, небезпечних по газу, які розробляють пласти, небезпечні щодо вибухів пилу, гірничих ударів, при струсному підриванні, підривних роботах в нафтових шахтах, на об'єктах гірничорудної і нерудної промисловості, небезпечних щодо вибухів газу і пилу. В окремому розділі ЄПБ наведені вимоги щодо проведення підривних робіт на об'єктах, що знаходяться на земній поверхні: підриванні свердловинних, котлових і камерних зарядів; підривних роботах при сейсморозвідці, гасінні пожеж на свердловинах, підривах льоду, підводних підривних роботах, гасінні лісових пожеж тощо. ЄПБ містять ряд додатків, які пояснюють, уточнюють основні положення. 